# Енторинални кортекс
Енторинални кортекс (ЕК) је област алокортекса мозга, смештен у медијалном темпоралном режњу, чија је функција да буде широко распрострањено мрежно чвориште за памћење, навигацију и перцепцију времена. ЕК је главни интерфејс између хипокампуса и неокортекса. Систем ЕК-хипокампус игра важну улогу у декларативним (аутобиографским/епизодичним/семантичким) сећањима, а посебно у просторним сећањима укључујући формирање меморије, консолидацију меморије и оптимизацију меморије у сну. ЕК је такође одговоран за претходну обраду (фамилијарност) улазних сигнала у одговору мембране рефлексне ництитације класичног кондиционирања трагова; асоцијација импулса из ока и уха настаје у енториналном кортексу.

## Клинички значај

### Алцхајмерова болест
Енторинални кортекс је прва област мозга која је захваћена Алцхајмеровом болешћу;  студија функционалне магнетне резонанце је локализовала ово подручје на латерални енторинални кортекс.Лопез и др. су показали, у мултимодалној студији, да постоје разлике у запремини левог енториналног кортекса између напредујућих (до Алцхајмерове болести) и пацијената са стабилним благим когнитивним оштећењем. Ови аутори су такође открили да запремина левог енторхиналног кортекса инверзно корелира са нивоом синхронизације фазе алфа опсега између десног предњег цингуларног и темпоро-окципиталног региона.
У 2012. години, неуронаучници са УЦЛА су спровели експеримент користећи виртуелну такси видео игру повезану са седам пацијената са епилепсијом са електродама које су им већ уграђене у мозак, омогућавајући истраживачима да прате активност неурона кад год се успомене формирају. Како су истраживачи стимулисали нервна влакна енториналног кортекса сваког пацијента док су учили, онда су били у стању да се боље крећу кроз различите руте и брже препознају оријентире. Ово је значило побољшање просторне меморије пацијената.

### Ефекат аеробне вежбе
Студија је показала да без обзира на пол, млади одрасли који имају већу аеробну кондицију такође имају већи волумен енториналног кортекса. То сугерише да аеробне вежбе могу имати позитиван ефекат на систем меморије медијалног темпоралног режња (који укључује енторинални кортекс) код здравих младих одраслих особа. Ово такође сугерише да вежбање, када је дизајнирано да повећа аеробну кондицију, може имати позитиван ефекат на мозак код здравих младих одраслих особа.